# King Push – Darkest Before Dawn: The Prelude
King Push – Darkest Before Dawn: The Prelude è il secondo album del rapper statunitense Pusha T, pubblicato il 18 dicembre 2015 dalla GOOD Music e dalla Def Jam. L'album è stato supportato da tre singoli: "Untouchable", "M.F.T.R." featuring The-Dream e "Crutches, Crosses, Caskets". Presenta le partecipazioni di The-Dream, Kanye West, ASAP Rocky, Ab-Liva, Beanie Sigel, Kehlani e Jill Scott, con le produzioni di una vasta gamma di produttori, tra cui il già citato Kanye West, J. Cole, Timbaland, Q-Tip, Hudson Mohawke e Puff Daddy.
L'album era stato pensato come preludio al terzo album in studio del rapper, Daytona (originariamente intitolato King Push), il quale è stato poi pubblicato il 25 maggio 2018.
Su Metacritic ottiene un punteggio di 85/100 basato su 17 recensioni.
| Recensione    | Giudizio |
| ------------- | -------- |
| AllMusic      | [ 1 ]    |
| Billboard     | [ 4 ]    |
| The A.V. Club | A−       |
| Pitchfork     | 8,2/10   |
| Rolling Stone | [ 7 ]    |
| Q             | [ 8 ]    |
| RapReviews    | 8,5/10   |
| Spin          | 8/10     |
| The Guardian  | [ 10 ]   |
| NME           | [ 11 ]   |

## Tracce
1. Intro – 2:33 (testo: Terrence Thornton, Leland Wayne, Rob Mandell – musica: Metro Boomin, Sean "Puff Daddy" Combs, G Koop (prod. agg.))
2. Untouchable – 3:09 (testo: Thornton, Timothy Mosley, Jetmir Milli Salii, Christopher Wallace, Sean Hamilton, Tracey Horton, Mark Richardson – musica: Timbaland, Milli Beatz)
3. M.F.T.R. (featuring The-Dream) – 4:07 (testo: Thornton, Matthew Samuels, Adam Feeney, Terius Nash – musica: Boi-1da, Frank Dukes, Hudson Mohawke (prod. agg.), The-Dream (prod. agg.))
4. Crutches, Crosses, Caskets – 2:24 (testo: Thornton, Mario Winans, Carlton Mays, Maurice Jordan – musica: Puff Daddy, Mario Winans, Sean C & LV (prod. agg.), Honorable C.N.O.T.E. (prod. agg.), Yung Dev (prod. agg.))
5. M.P.A. (featuring Kanye West, ASAP Rocky & The-Dream) – 4:45 (testo: Thornton, Kanye West, Che Pope, Mark Batson, Rakim Mayers, Nash – musica: West, Pope, J. Cole (prod. agg.))
6. Got Em Covered (featuring Ab-Liva) – 3:15 (testo: Thornton, Mosley, Salii, Shawn Carter, Ricardo Thomas – musica: Timbaland, Milli Beatz)
7. Keep Dealing (featuring Beanie Sigel) – 4:11 (testo: Thornton, Nashiem Myrick, Donald Davidson, Dwight Grant – musica: Puff Daddy, Myrick, Davidson)
8. Retribution (featuring Kehlani) – 3:18 (testo: Thornton, Rico Love, Deafh Beats – musica: Timbaland, Deafh Beats)
9. F.I.F.A. – 2:18 (testo: Thornton, Kamaal Fareed – musica: Q-Tip)
10. Sunshine (featuring Jill Scott) – 3:13 (testo: Gianfranco Reverberi, Claudio Ghiglino, Susan Duncan-Smith – musica: Baauer, West, Mano)

### Campionature
- "Untouchable" contiene un campione di "Think B.I.G.", scritta ed eseguita da Christopher Wallace.
- "M.P.A." contiene un campione di "Konklusjon", eseguita da Good News e scritta da Finn Pedersen.
- "Got Em Covered" contiene un campione di "Squeeze 1st", scritta ed eseguita da Shawn Carter e da Ricardo Thomas.
- "F.I.F.A." contiene un campione di "Tout Au Pas", eseguita da Jean-Philippe Goude.
- "Sunshine" contiene interpolazioni di "Workin' My Way", eseguita da Alexander, scritta da Gianfranco Reverberi, Claudio Ghiglino e Susan Duncan-Smith.

## Classifiche
| Classifica (2016)         | Posizione massima |
| ------------------------- | ----------------- |
| Canada                    | 61                |
| Stati Uniti               | 20                |
| Stati Uniti (R&B/Hip-Hop) | 3                 |